# Вулиці Донецька

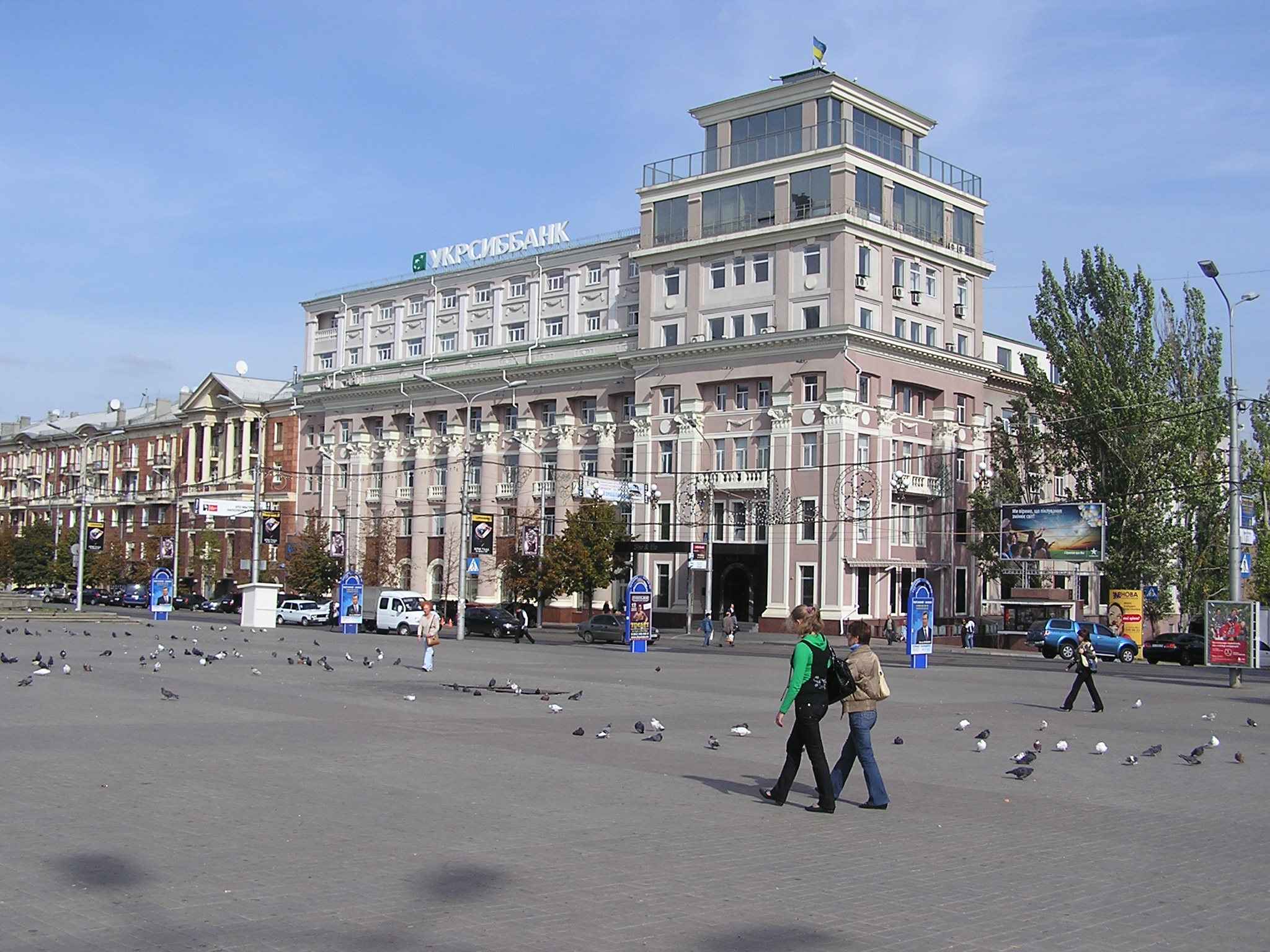
Площа Леніна та вулиця Постишева в Донецьку

Загальна довжина вулиць Донецька — 2 500 км. Кількість вулиць, бульварів, проспектів — 2 219. Головна вулиця — Артема. Найдовша — Кірова. Щонайменше одна вулиця складається з одного будинку: Нижневартівська і Карпинського.
В 1880-х роках в Донецьку була тільки одна вулиця — Перша лінія. В 1890-х роках з'явились паралельні вулиці, які мали назву «лінія»: друга лінія, третя лінія тощо. Вулиці перпендикулярно перетиналися з вужчими провулками. Пізніше ці вулиці перейменували.

## Перейменовані вулиці

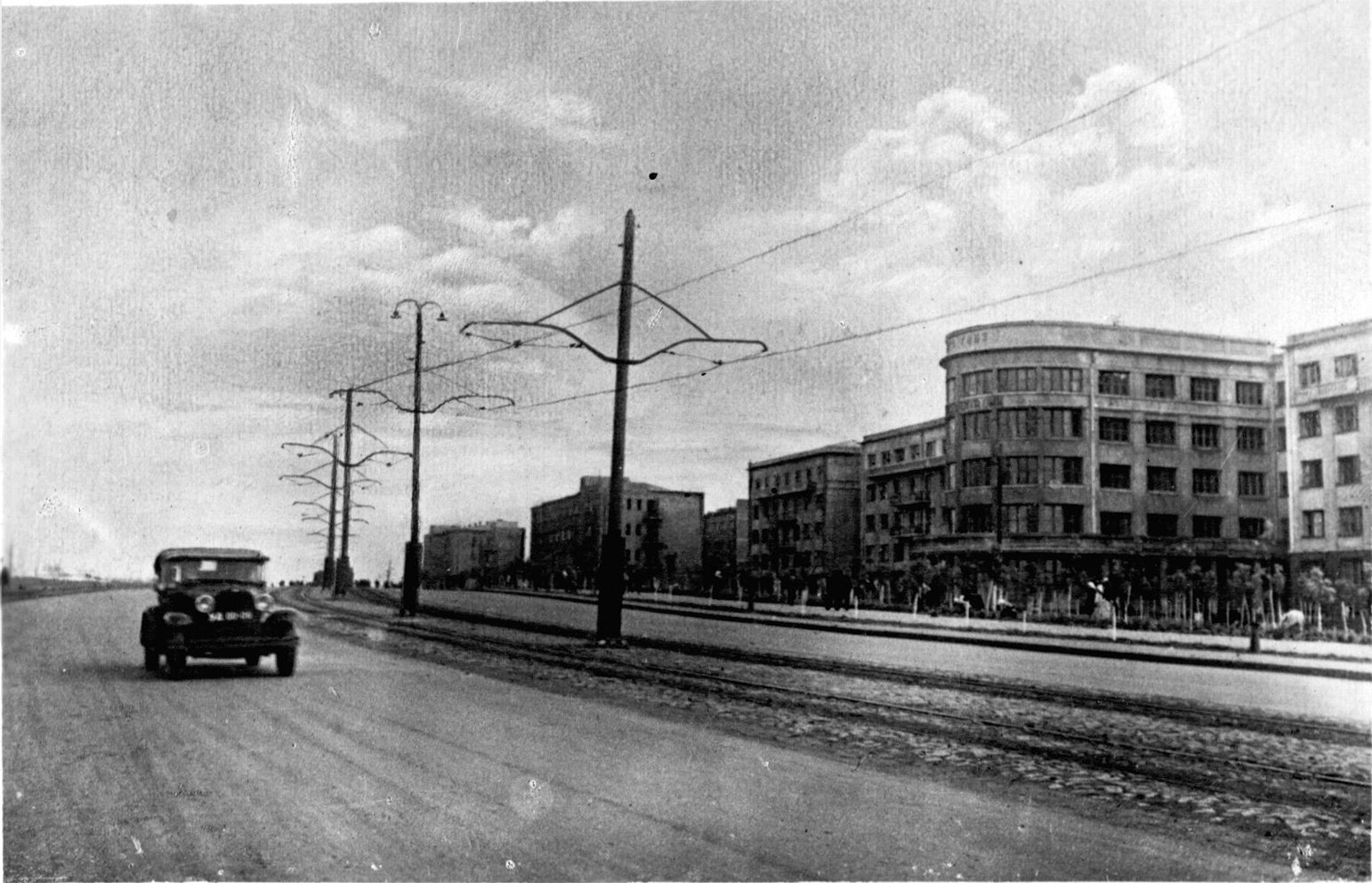
Перша лінія в районі сучасного Студмістечка ДонНТУ, фото 1930-х років

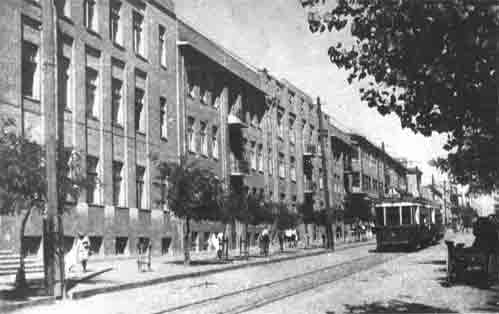
Трамвай у рейсі. Перша лінія.

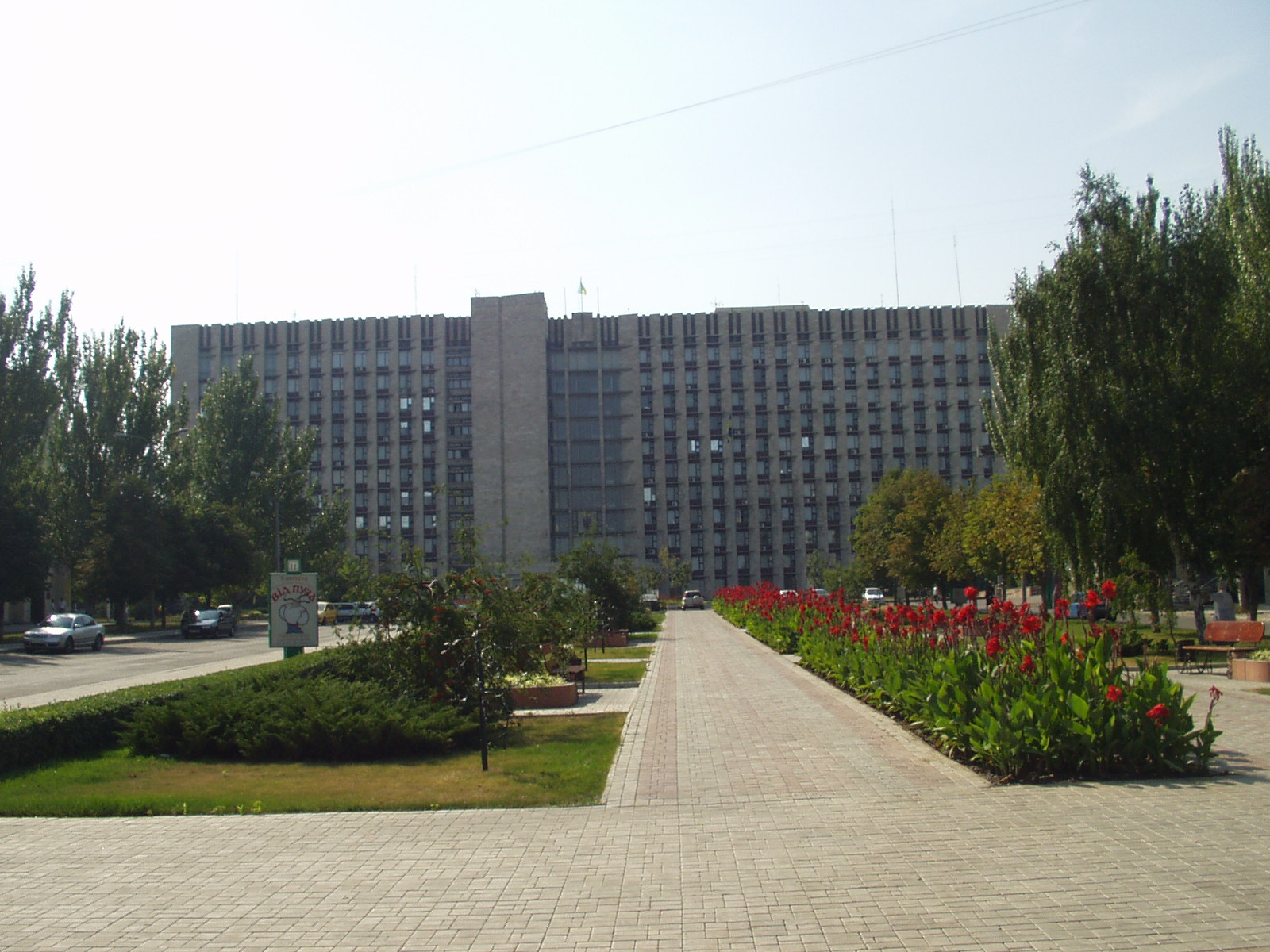
Бульвар Шевченка та будівля Донецької обласної державної адміністрації

- 1-а лінія — вулиця Артема
- 2-а лінія — вулиця Кобозєва
- 3-я лінія — вулиця Красноармійська
- 4-а лінія — вулиця Жовтнева
- 5-а лінія — вулиця Першотравнева
- 6-а лінія (Скотопрогонна) — вул. Університетська
- 7-а лінія — вулиця Постишева
- 8-а лінія — вулиця Горького
- 9-а лінія — вулиця Челюскінців
- 10-а лінія — вулиця Федора Зайцева
- 11-а лінія — вулиця Флеровського
- 12-а лінія — вулиця 50-річчя СРСР
- 13-а лінія — вулиця Трамвайна
- 14-а лінія — вулиця Набережна
- 15-а лінія — вулиця Доменна
- 16-а лінія — вулиця Коваля
- 17-а лінія — вулиця Донецька
- 18-а лінія — вулиця Зарічна
- 19-а лінія — вулиця Кальміуська

Перейменовані 1926 року
- - Михайлівський проспект на Комсомольський,
  - Миколаївський проспект на Гірничоіндустріальний (нині — 25-річчя РСЧА),
  - Олександрівський проспект на Пролетарський (нині — Маяковського),
  - Малий проспект на проспект Полеглих Комунарів,
  - Середній проспект на проспект Праці,
  - Великий проспект на проспект Лагутенка,
  - Зозулевський провулок на Красногвардійський,
  - Магазинна вулиця на Кооперативну,

- Пожежний проспект і площу перейменували на проспект і площу Дзержинського в 1927 році, але назва «Пожарка» вживається і нині.
- В 1934 році Садовий проспект на Челюскінський (нині — Садовий).
- Проспект Металістів перейменований на проспект Гурова.
- Площа Сенна — площа Радянська (з 1936року) — площа Леніна
- Вулиця Ново-мартенівська — вулиця Пушкіна (з 1937року) — вулиця Постишева
- Вулиця Жданівська і проспект Металургів — Ленінський проспект (південна частина)

## Нові перейменування
В Донецьку багато вулиць які названі ім'ям злочинців (зокрема Косіора, Постишева та інші), і відповідно до рішення суду та указу президента такі вулиці повинні бути перейменовані. Але донецька влада поки що не хоче виконувати рішення суду. Левко Лук'яненко побувавши в Донецьку так прокоментував цю ситуацію:
| Ліві лапки | "Це імена катів української нації. Не тільки української, але і російської, татарської та інших. Я думаю, що це ганебно - ходити по вулицях з назвами таких катів нашої нації" | Праві лапки |

На його думку, при міськраді треба створити спеціальну комісію за участю істориків, яка б визначилася з новими назвами вулиць. Лук'яненко також нагадав, що населення Донецької області «найбільш постраждало в 1932—1933 роках від Голодомору».
| Ліві лапки | "Тут цілі села вимирали. Тут вішали над сільською радою чорний прапор, який означав, що вже жодної сім'ї не залишилось в живих. І хто це організовував? Нащадки Леніна - косіори і так далі. А тепер їх іменами називаються вулиці. І ми ходимо по цих вулицях" | Праві лапки |

відмітив Лук'яненко і додав, що
| Ліві лапки | "це означає, що ми не шануємо самі себе" | Праві лапки |

## Топоніміка донецьких вулиць

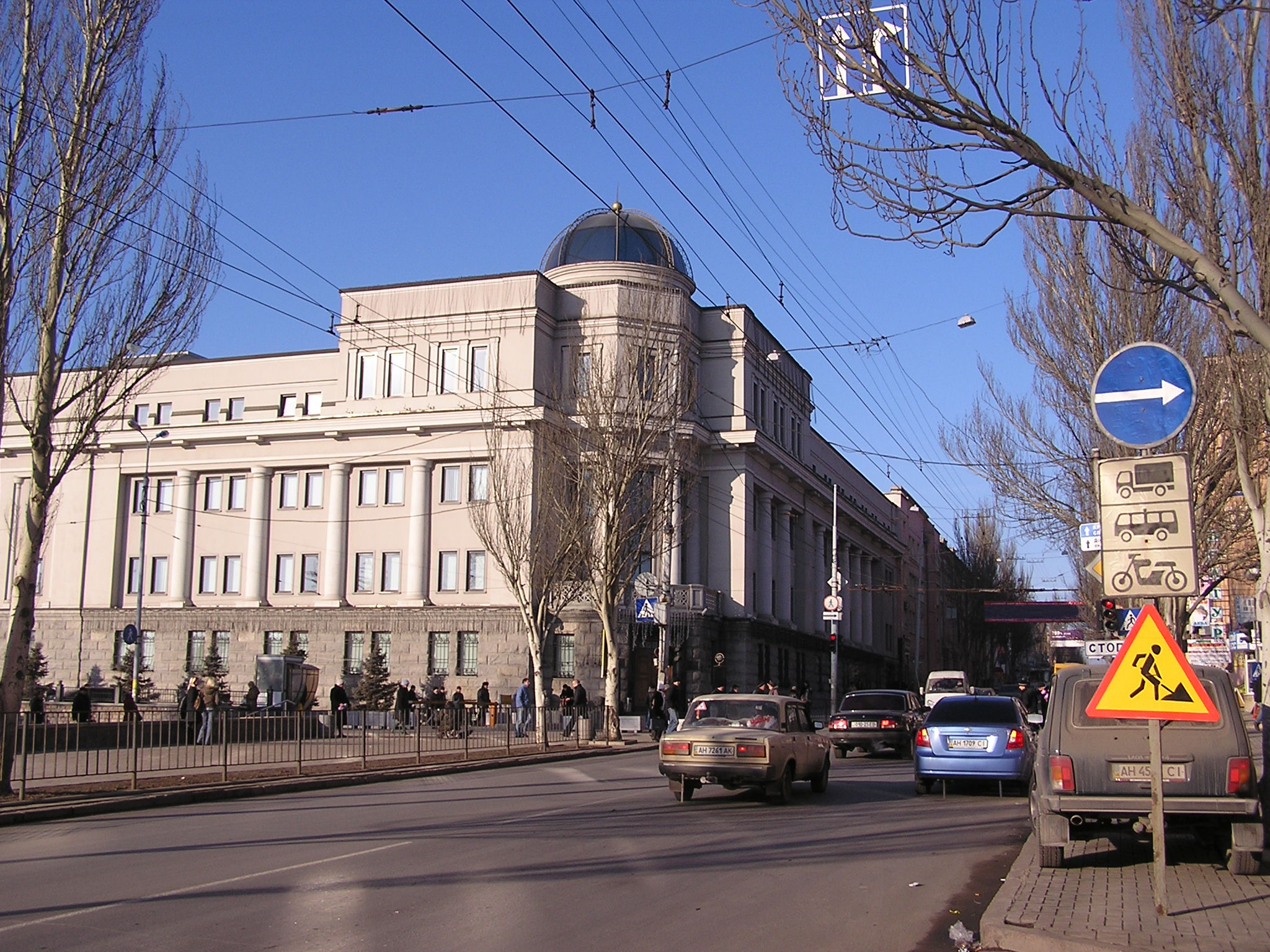
Вулиця Артема

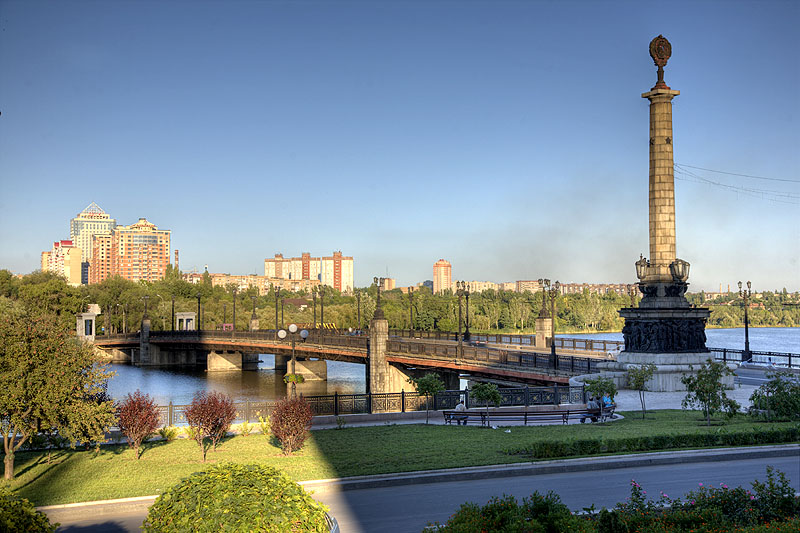
Міст по проспекту Ілліча та набережна Кальміусу

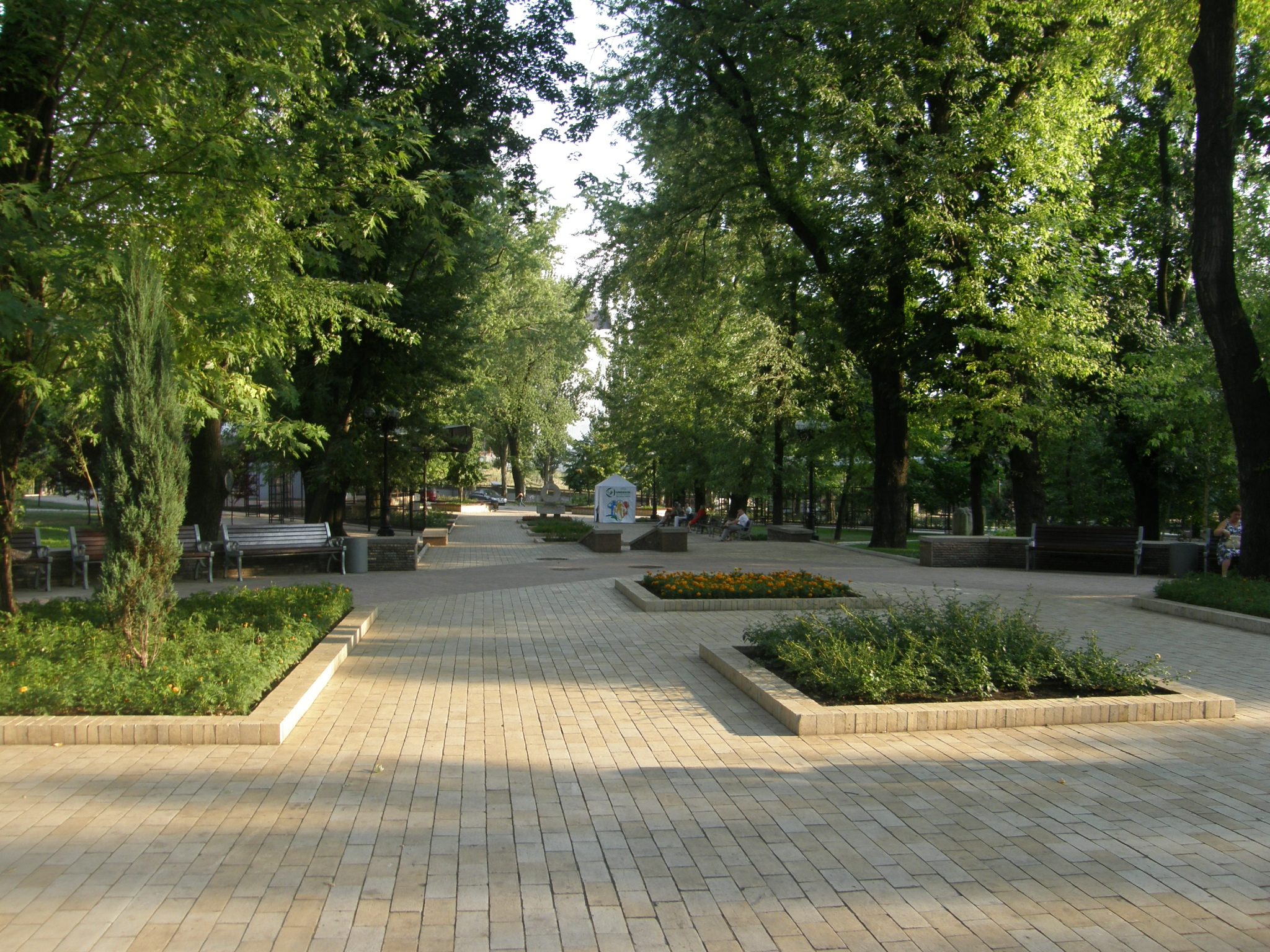
Бульвар Пушкіна

- Бульвар Франка — на честь українського письменника, поета, вченого, публіциста, перекладача, громадського і політичного діяча Івана Яковича Франка.
- Бульвар Шевченка — на честь українського поета, художника, громадський діяча, з точки зору багатьох українців — духовного батька сучасного українського народу Тараса Григоровича Шевченка.
- Вулиця Артема — на честь одного з більшовицьких ватажків, активного учасника більшовицького завоювання України Федора Сергєєва (Артема).
- Вулиця Байдукова — на честь льотчика-випробувача, генерал-полковника авіації, Героя Радянського Союзу Георгія Байдукова.
- Вулиця Батова — на честь одного з керівників більшовицької організації Андрія Батова.
- Вулиця Бірюзова — на честь маршала Радянського Союзу, Героя Радянського Союзу, начальника Генштабу Збройних сил СРСР Сергія Бірюзова.
- Вулиця Вересаєва — на честь письменника Вікентія Вересаєва. Вересаєв приїжджав до брата в Юзівку в 1890 році, а потім на юзівському матеріалі написав вісім нарисів під загальною назвою «Підземне царство». В 1890 році Вересаєв знову приїжджає в Юзівку для боротьби з холерою. Ця подорож є основою оповідання «Без дороги», в якому розповідається про умови праці та побуту шахтарів.
- Вулиця Горбатова — на честь письменника Бориса Горбатова. Горбатов мешкав в Донецьку з 1946 до 1954 року, тут він написав п'єсу «Юність батьків», повість «Нескорені», сценарії кінофільмів «Це було в Донбасі», «Донецькі шахтарі».
- Вулиця Єрмощенка — на честь секретаря президіуму Всеукраїнського ЦВК Веніаміна Єрмощенка.
- Вулиця Зайцева — на честь Федора Зайцева. Зайцев був працівником Юзівського металургійного заводу, учасником руху працівників в Юзівці.
- Вулиця Звягільського — на честь прем'єр-міністра України (1993—1994) Юхима Звягільського. Звягильський народився в Донецьку і є почесним громадянином міста.
- Вулиця Калініна — на честь радянського партійного та державного діяча Михайла Калініна.
- Вулиця Кобозєва — на честь радянського партійного та державного діяча Петра Кобозєва.
- Вулиця Коваля — на честь Андрія Коваля, працівника Юзівського металургійного заводу, вбитого як борця за радянську владу.
- Вулиця Конєва — на честь радянського полководця, Маршала Радянського Союзу Івана Конєва.
- Вулиця Купріна — на честь російського письменника Олександра Купріна. Купрін приїхав в Юзівку в 1896 році як кореспондент київських газет. На юзовському матеріалі він написав нариси «Юзівський завод», «В головній шахті», «У вогні» (про металургійний завод) і оповідання «Молох».
- Вулиця Лесі Українки — на честь української письменниці, перекладача, культурного діяча Лесі Українки.
- Вулиця Петровського — на честь більшовицького ватажка та радянського функціонера, одного з організаторів Голодомору 1932—1933 Григорія Петровського.
- Вулиця Постишева — на честь радянського партійного діяча, одного з організаторів Голодомору в Україні 1932—1933 років Павла Постишева.
- Вулиця Рози Люксембург — на честь одної із засновниць Комуністичної партії Німеччини Рози Люксембург.
- Вулиця Сосюри — на честь українського письменника, поет-лірика Володимира Сосюри.
- Вулиця Флеровського — на честь економіста, публіциста і юриста Василя Василійовича Берві-Флеровського. Помер в Юзівці в жовтні 1918 року, куди приїхав до сина і мешкав з 1897 до 1918. В Юзівці написав «Критику основних ідей природознавства» і «Коротку автобіографію».
- Вулиця Челюскінців названа на честь учасників експедиції на пароплаві «Челюскін».
- Вулиця Шекспіра названа на честь англійського драматурга і поета Вільяма Шекспіра.
- Вулиця Щорса — на честь учасника радянської громадянської війни, командира дивізії Миколи Щорса.
- Провулок Орєшкова — на честь Героя Радянського Союзу Сергія Орєшкова.
- Проспект Богдана Хмельницького — на честь гетьмана Війська Запорозького Богдана Хмельницького, лідер Національно-визвольної війни українського народу (1648-1654), засновник Гетьманщини.
- Проспект Ватутіна — на честь військового начальника, генерала армії, Герою Радянського Союзу Миколи Ватутіна.
- Проспект Гринкевича — на честь гвардії полковника Франца Гринкевича. Гринкевич командував 32-гою танковою бригадою[2], котра у вересні 1943 року звільняла Донецьк. В одному з боїв був смертельно поранений, похований у центрі Донецька, на могилі був споруджений постамент з танком Т-34. Нині біля пам'ятника діє кав'ярня.
- Проспект Гурова — на честь генерал-лейтенанта, члену військової ради Військової ради Південного фронту Кузьми Гурова.
- Проспект Ілліча і Ленінський проспект — на честь Леніна.
- Проспект Лагутенка — на честь учасника радянського революційного підпілля в Юзівці Івана Лагутенка.
- Проспект Маяковського — на честь російського більшовицького поета Володимира Маяковського, який 1927 року приїхав до Донецька й читав вірші у цирку.